# Воронья Гора
Воронья Гора, или Воронья — гора высотой 146,9 м (147 м) над уровнем моря, расположенная в Красносельском районе Санкт-Петербурга, близ которой находится железнодорожная платформа Дудергоф.

## Географическое положение

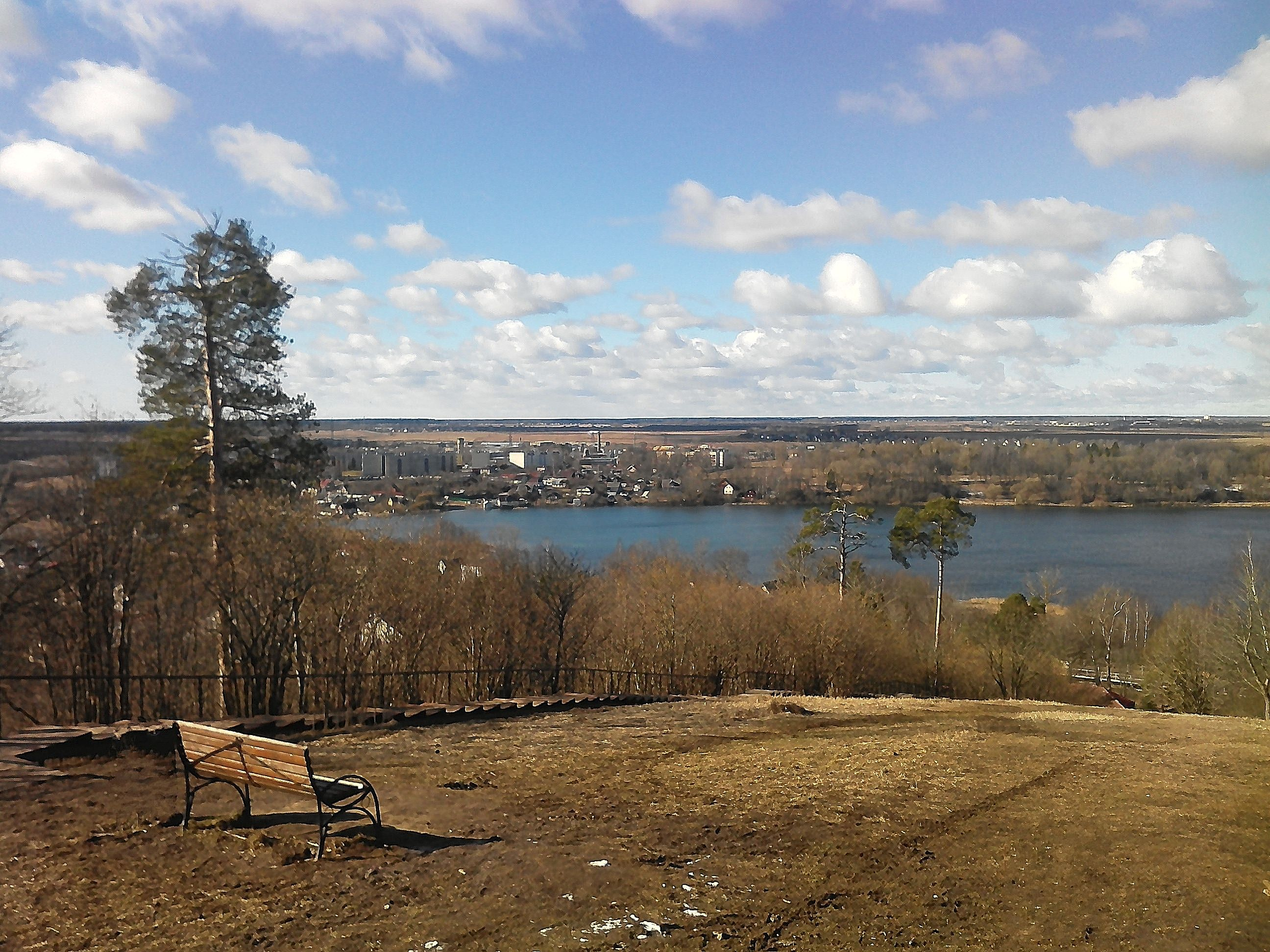
Вид со смотровой площадки Вороньей горы на Дудергофское озеро

Расположена рядом с Ореховой горой, которая, наряду с горой Кирхгоф, образуют Дудергофские высоты. Возникновение Вороньей горы — результат деятельности ледника последнего поздневалдайского оледенения, у края которого в одну из его остановок нагромоздился моренный материал. По мнению некоторых исследователей, он был дополнительно перемещён наступившим льдом, что позволяет рассматривать Воронью Гору как морену напора.
В ясную погоду с вершины Вороньей горы открывается обзор в радиусе до 30-40 км, хорошо различимы южные районы Санкт-Петербурга. С её вершины открывается вид на Санкт-Петербург, что в военное время превращало её в важный стратегический объект, поскольку с неё можно было обстреливать город из дальнобойных орудий.

## Исторические факты
В начале Великой Отечественной войны в районе Вороньей горы была размещена батарея «А», оснащённая орудиями с крейсера «Аврора» (в память о моряках-артиллеристах в 1974 году сооружён мемориал). В сентябре 1941 г. после ожесточённых боев немецко-фашистские войска заняли Воронью гору и превратили её в укреплённый опорный пункт. Немецкие корректировщики вели с Вороньей горы наблюдения за обстрелами Ленинграда. Здесь же располагались немецкие орудия разной мощности, обстреливавшие город и позиции советских войск. В ходе Красносельско-Ропшинской операции (1944) советские войска овладели Вороньей горой, чем способствовали разгрому петергофско-стрельнинской группировки противника.

## Растительность
Ныне склоны Вороньей горы обжиты, среди сохранившихся остатков лесов имеются реликтовые заросли лещины. Рядом расположена Ореховая гора высотой 146 м. Из старых деревьев по южному и восточному склонам сохранились несколько сосен в возрасте 100—150 лет. На северном склоне сохранились группы и единичные деревья 100—150 лет, в основном, липы мелколистные. Южный склон отрога покрыт зарослями лещины обыкновенной, с возобновлением клёна остролистного, рябины обыкновенной. Насаждение двух других боковых отрогов представляет собой самосевное возобновление клёна, ясеня, рябины, групп старых лип, сосен, елей.

## Путаница
В ряде источников и географических атласах названия гор «перепутаны»: Ореховой горой называется отметка 172,9 м, а Вороньей — соответственно 146,5 м. Причём на некоторых современных топографических картах эти отметки указаны на 2 метра ниже, чем на общеизвестных картах.

## Упоминание в литературе
В стихах поэта-фронтовика Михаила Дудина есть строчки, в которых упоминается Воронья гора:
Белый полдень стоит над Вороньей горой,

Где оглохла зима от обстрела,

Где на рваную землю, на снег голубой

Снегириная стая слетела.
Весь Ленинград, как на ладони,

С горы Вороньей виден был.

И немец бил с горы Вороньей.

Из дальнобойной «берты» бил.

## Галерея

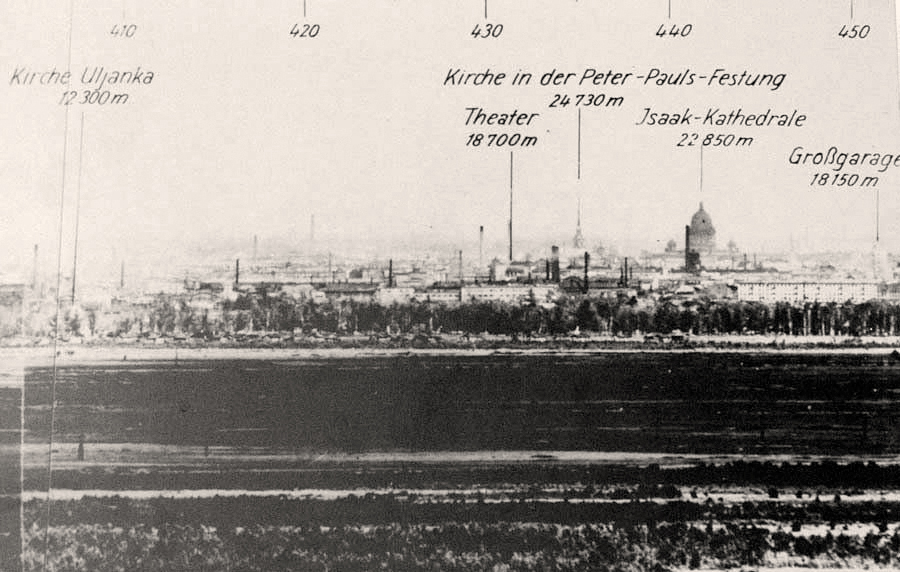
Вид с Вороньей горы на Ленинград через немецкие оптические приборы, 1943 год
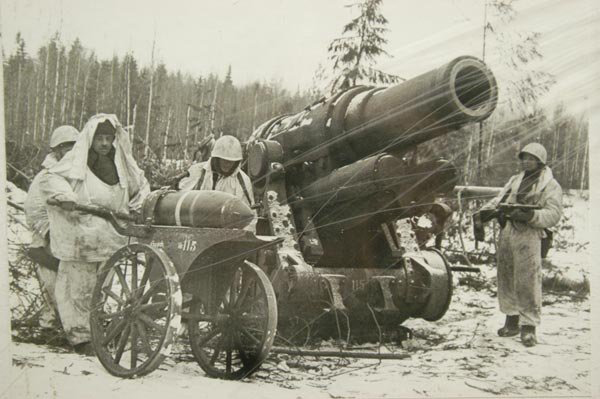
Осадная мортира, захваченная на Вороньей горе 19.01.1944
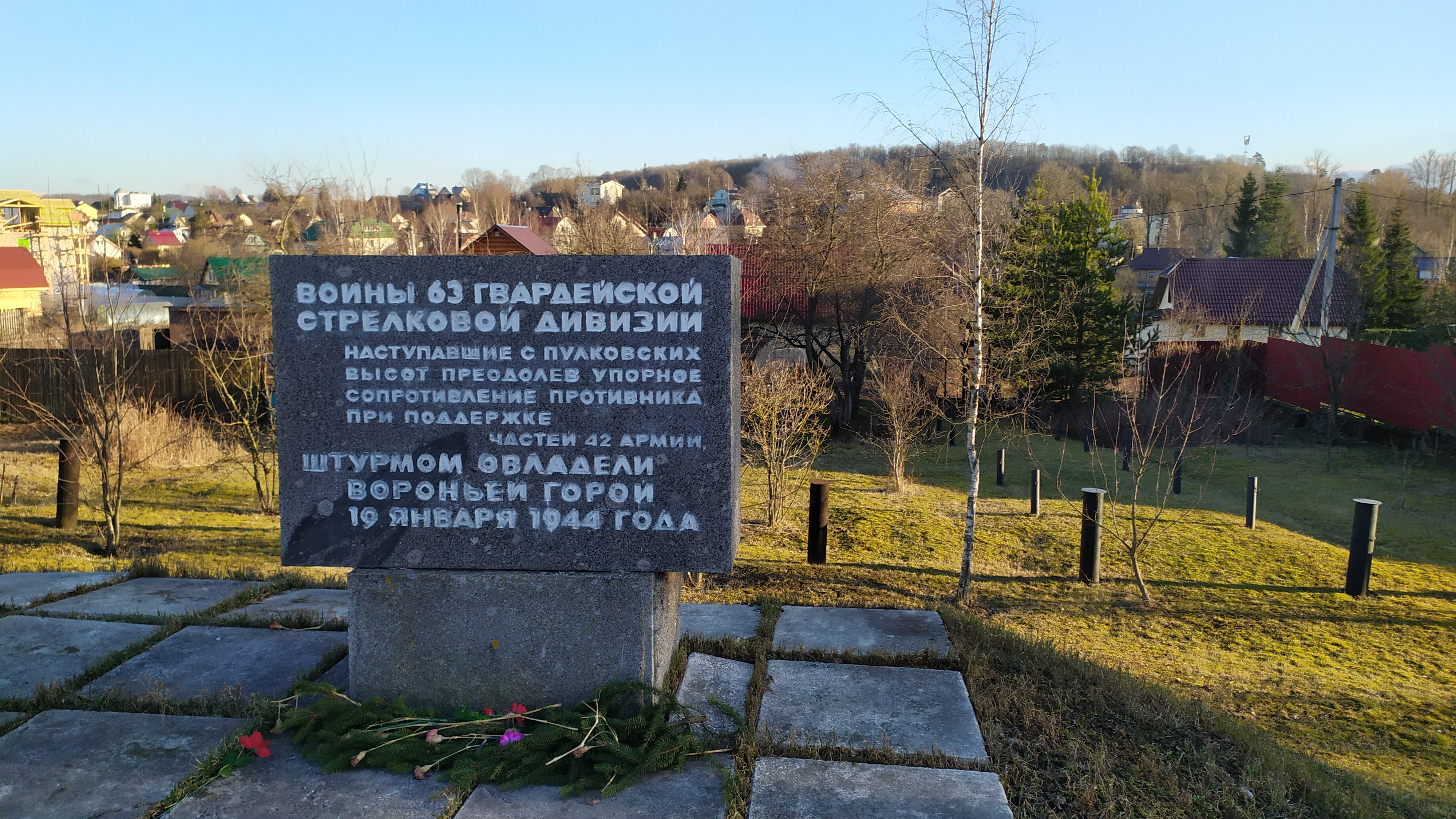
Памятник «Штурм»